# Pomaro Monferrato
Pomaro Monferrato – miejscowość i gmina we Włoszech, w regionie Piemont, w prowincji Alessandria.
Według danych na styczeń 2010 gminę zamieszkiwało 387 osób przy gęstości zaludnienia 28,5 os./1 km².